# Sweet Gwendoline
Sweet Gwendoline ist die weibliche Hauptperson in den Werken des britischen Comic-Zeichners John Willie, eines stilbildenden Werkes im Bereich der Bondage- und Fetisch-Comics. Gwendoline erscheint dort als eher naive Blondine mit sehr weiblichen Kurven, welche sich immer wieder gefesselt vorfindet und von einer misslichen Situation in die nächste gerät.
Sie verkörpert damit den Typus der verfolgten Unschuld (Damsel in Distress). Immer wieder gerät sie in die Fänge von Sir Dystic d’Arcy und seiner Komplizin, der „geheimnisvollen Gräfin“, sie wird in den verschiedensten Weisen verschnürt oder in Ketten gelegt, gelegentlich auch etwas gepeitscht, bis sie schließlich von ihrer Freundin, der Agentin U-69 aus ihren Bedrängnissen befreit werden kann. U-69 wird dabei auch öfters selbst gefangen genommen und kunstreich gefesselt. Da sie jedoch eine talentierte Entfesselungskünstlerin ist, kann sie sich aus solchen Situation stets leicht wieder befreien. Die attraktive Brünette ist in den Comics nicht nur Freundin und Retterin von Gwendoline, sondern dominiert sie auch und unterwirft sie diversen Fesselungen und anderen unangenehmen Behandlungen. Dem Domina-Klischee gemäß trägt sie im Schritt aufknöpfbare Jodhpurs mit hochhackigen Schnürstiefeln und dazu gerne auch eine Reitpeitsche.
Die Figur der Sweet Gwendoline erschien erstmals 1948 in Nummer 3 der von John Willie herausgegebenen Zeitschrift Bizarre. Weitere Episoden erschienen in der gleichen, unregelmäßig erscheinenden Zeitschrift oder wurden von Willie unter seinem wirklichen Namen J.A.S. Coutts direkt vertrieben. Mehrfach sah er sich gezwungen, seine Zeichnungen und die Rechte daran an den New Yorker Erotikverleger Irving Klaw zu verkaufen. Das betrifft insbesondere Gwendoline and »The Missing Princess«, eine relativ umfangreiche Gwendoline-Geschichte, deren Seiten von Willie als farbige Aquarelle erstellt, aber schwarzweiß reproduziert wurden. Um eine Zensur wegen der Darstellung von Nacktheit zu umgehen, zwang Klaw den Zeichner Eric Stanton, die Aquarelle mit Kleidung zu übermalen, und zwar direkt auf den Originalen.

## Adaptionen
Die Figur der Sweet Gwendoline wurde mehrfach von anderen Comic-Künstlern aufgegriffen. Dazu zählen der Amerikaner Eric Stanton (Sweeter Gwen, The Return of Gwendoline) sowie der Italiener Leone Frollo (Die Abenteuer von Gwendoline).
Fotografie
2000 erschien ein von der Figur der Gwendoline inspirierter Band mit Fetischfotos des amerikanischen Fotografen Eric Kroll.
Auch der Fotograf Herbert W. Hesselmann schuf eine Fotoserie mit nachgestellten Szenen aus den Comics.
Verfilmung
Die Geschichten um Gwendoline dienten 1984 als Vorlage für einen Film unter dem Titel Gwendoline von Just Jaeckin, dem Regisseur von Emmanuelle, in dem Tawny Kitaen die Rolle der Gwendoline verkörperte.
Für den Film schufen die belgischen Comic-Künstler François Schuiten und Claude Renard eine Reihe von Szenenentwürfen, die aber in dem Film keine Umsetzung fanden. Schuiten und Renard veröffentlichten dann ihre Entwürfe 1984 unter dem Titel Les Machinistes: Images pour le film Gwendoline bei Les Humanoïdes Associés.
Musik
In Deutschland veröffentlichte die Punkband Die Ärzte das Lied Sweet Sweet Gwendoline, das die Kunstfigur auch Bevölkerungskreisen vorstellte, die ansonsten keinen Bezug zur BDSM-Kultur haben. Seit 1993 ist auch eine vom Ärzte-Grafiker Schwarwel gezeichnete Skelettversion neben einer normalen Variante das Maskottchen der Band.
Auch die Band ASP ließ sich zu einem Musikstück gleichen Namens inspirieren. Dieses wurde auch von Umbra et Imago aufgeführt.

## Ausgaben

### Originalausgaben der Episoden
Die folgende Liste verzeichnet die Originalausgaben der Comics von Willie, in denen die Figur der Sweet Gwendoline erscheint.
- Bizarre
  - Nr. 3, 1946: Sir d’Arcy d’Arcy (Episode 1)
  - Nr. 4, 1946: Sir d’Arcy d’Arcy (Episode 2)
  - Nr. 5, 1946 (oder 1947): Sir d’Arcy d’Arcy (Episoden 3 und 4, Episode 5 in einem Nachdruck von 1952)
  - Nr. 6, 1951: Sir d’Arcy & »The Wasp Women« (Episode 1)
  - Nr. 7, 1952: Sir d’Arcy & »The Wasp Women« (Episode 2)
  - Nr. 8, 1952: Sir d’Arcy & »The Wasp Women« (Episode 3)
- Sweet Gwendoline in »The Escape Artiste«. Nutrix (= Irving Klaw), New York 1949.
- Gwendoline and »The Missing Princess«. J.A.S. Coutts, New York ca. 1950/1951. Nachdruck als: New Adventures of Sweet Gwendoline. Irving Klaw, New York ca. 1951/1952 (zensierte Ausgabe).
- »Sweet Gwendoline« and the Race for the Gold Cup. J.A.S. Coutts, Los Angeles 1958. Nachdruck der in Bizarre unter dem Titel Sir d’Arcy d’Arcy erschienenen Episoden.

### Sammelbände
- Deutsch: Die Abenteuer der Sweet Gwendoline : Eine Anthologie der Comicserien und Zeichnungen. Vorwort von Allen Jones. Widder Press, Frankfurt 1974, ISBN 3-7874-0099-0.[4]
- Englisch: The adventures of sweet Gwendoline. 2. Auflage. Bélier Press,  New York 1999, ISBN 0-914646-48-6.
- Französisch: Gwendoline. 3 Bände. Hachette, Vanves 2019f. (Les grands classiques de la bande dessinée érotique 93–95).